# A Través de Flandes 2019
La 74.ª edición de la clásica ciclista A Través de Flandes (nombre oficial en neerlandés: Dwars door Vlaanderen) fue una carrera en Bélgica que se celebró el 3 de abril de 2019 con inicio en la ciudad de Roeselare y final en la ciudad de Waregem sobre un recorrido de 182,8 kilómetros.
La carrera formó parte del UCI WorldTour 2019, calendario ciclístico de máximo nivel mundial, siendo la decimotercera carrera de dicho circuito. El vencedor fue el neerlandés Mathieu van der Poel del Corendon-Circus seguido del francés Anthony Turgis del Direct Énergie y el luxemburgués Bob Jungels del Deceuninck-Quick Step.

## Recorrido
A través de Flandes dispuso de un recorrido total de 182,8 kilómetros con 11 muros, algunos de ellos con zonas adoquinadas donde se destaca el muro del Taaienberg, y 5 tramos llanos de pavé, con salida en la ciudad de Roeselare y llegada en la ciudad de Waregem, sin embargo, manteniendo su mismo recorrido, esta carrera forma parte del calendario de clásicas de adoquines.
| Muros  |                  |       |              |                 |                   |
| Número | Nombre           | km    | Longitud (m) | Pendiente media | Categoría         |
| ------ | ---------------- | ----- | ------------ | --------------- | ----------------- |
| 1      | Nieuwe Kwaremont | 82    | 2000         | 8%              | * · *             |
| 2      | Kluisberg        | 110,9 | 1000         | 16%             | * · *             |
| 3      | Knokteberg       | 118,3 | 1100         | 11,8%           | **                |
| 4      | Kortekeer        | 126   | 900          | 9,8%            | * · *             |
| 5      | Steenbeekdries   | 129,3 | 600          | 8%              | * · * · *         |
| 6      | Taaienberg       | 131,8 | 530          | 15,8%           | * · * · * · * · * |
| 7      | Berg Ten Houte   | 135   | 1100         | 21%             | * · * · * · * · * |
| 8      | Knokteberg       | 149,7 | 1100         | 11,8%           | * · *             |
| 9      | Vossenhol        | 161,9 | 1400         | 9%              | * · *             |
| 10     | Holstraat        | 166,3 | 1000         | 12%             | * · *             |
| 11     | Nokereberg       | 173,8 | 500          | 6,7%            | *                 |

| Tramos de pavé |                  |       |              |
| Número         | Nombre           | km    | Longitud (m) |
| -------------- | ---------------- | ----- | ------------ |
| 1              | Mariaborrestraat | 128,1 | 2400         |
| 2              | Stationsberg     | 129,4 | 650          |
| 3              | Varentstraat     | 157,1 | 2000         |
| 4              | Herlegemstraat   | 176,5 | 800          |

## Equipos participantes
Tomaron parte en la carrera 25 equipos: 18 de categoría UCI WorldTeam; y 7 de categoría Profesional Continental. Formando así un pelotón de 175 ciclistas de los que acabaron 153. Los equipos participantes fueron:
| WorldTeams (18)- AG2R La Mondiale - Astana - Bahrain-Merida - Bora-hansgrohe - CCC Team - Deceuninck-Quick Step - Dimension Data - EF Education First - Groupama-FDJ - Team Jumbo-Visma - Lotto Soudal - Mitchelton-Scott - Movistar Team - Katusha-Alpecin - Sky - Team Sunweb - Trek-Segafredo - UAE Team Emirates Equipos continentales profesionales (7)- Direct Énergie - Cofidis, Solutions Crédits - Corendon-Circus - Wanty-Groupe Gobert - Israel Cycling Academy - Vital Concept-B&B Hotels - Sport Vlaanderen-Baloise |
| |

## Clasificaciones finales
- Las clasificaciones finalizaron de la siguiente forma:[4]

| \| Clasificación general \| Clasificación general \| Clasificación general \| Clasificación general \| Clasificación general \| \| Ciclista \| Ciclista \| Equipo \| Tiempo \| \| \| --------------------- \| --------------------- \| -------------------------- \| --------------------- \| --------------------- \| \| 1.º \| Mathieu van der Poel \| Corendon-Circus \| 4 h 05 min 52 s \| \| \| 2.º \| Anthony Turgis \| Direct Énergie \| + 0 s \| \| \| 3.º \| Bob Jungels \| Deceuninck-Quick Step \| + 0 s \| \| \| 4.º \| Lukas Pöstlberger \| Bora-Hansgrohe \| + 0 s \| \| \| 5.º \| Tiesj Benoot \| Lotto-Soudal \| + 0 s \| \| \| 6.º \| Luke Rowe \| Team Sky \| + 18 s \| \| \| 7.º \| Danny van Poppel \| Team Jumbo-Visma \| + 19 s \| \| \| 8.º \| Yves Lampaert \| Deceuninck-Quick Step \| + 19 s \| \| \| 9.º \| Christophe Laporte \| Cofidis, Solutions Crédits \| + 19 s \| \| \| 10.º \| Heinrich Haussler \| Bahrain-Merida \| + 19 s \| \| |                      |                            |                 |
| |                      |                            |                 |
| Fuente: ProCyclingStats |                      |                            |                 |
| Clasificación general |                      |                            |                 |
| Ciclista | Ciclista             | Equipo                     | Tiempo          |
| 1.º | Mathieu van der Poel | Corendon-Circus            | 4 h 05 min 52 s |
| 2.º | Anthony Turgis       | Direct Énergie             | + 0 s           |
| 3.º | Bob Jungels          | Deceuninck-Quick Step      | + 0 s           |
| 4.º | Lukas Pöstlberger    | Bora-Hansgrohe             | + 0 s           |
| 5.º | Tiesj Benoot         | Lotto-Soudal               | + 0 s           |
| 6.º | Luke Rowe            | Team Sky                   | + 18 s          |
| 7.º | Danny van Poppel     | Team Jumbo-Visma           | + 19 s          |
| 8.º | Yves Lampaert        | Deceuninck-Quick Step      | + 19 s          |
| 9.º | Christophe Laporte   | Cofidis, Solutions Crédits | + 19 s          |
| 10.º | Heinrich Haussler    | Bahrain-Merida             | + 19 s          |

## Ciclistas participantes y posiciones finales
Convenciones:
- AB-N: Abandono en la carrera
- FLT-N: Retiro por llegada fuera del límite de tiempo en la carrera
- NTS-N: No tomó la salida para la carrera
- DES-N: Descalificado o expulsado en la carrera

## UCI World Ranking
A través de Flandes otorgó puntos para el UCI World Ranking para corredores de los equipos en las categorías UCI WorldTeam, Profesional Continental y Equipos Continentales. Las siguientes tablas son el baremo de puntuación y los 10 corredores que obtuvieron más puntos:
| Posición   | 1.º | 2.º | 3.º | 4.º | 5.º | 6.º | 7.º | 8.º | 9.º | 10.º | 11.º | 12.º | 13.º | 14.º | 15.º-20.º | 21.º-30.º | 31.º-50.º | 51.º-55.º | 56.º-60.º |
| Puntuación | 300 | 250 | 215 | 175 | 120 | 115 | 95  | 75  | 60  | 50   | 40   | 35   | 30   | 25   | 20        | 12        | 5         | 2         | 1         |

| Clasificación |                      |                            |        |
| Ciclista      | Ciclista             | Equipo                     | Puntos |
| ------------- | -------------------- | -------------------------- | ------ |
| 1.º           | Mathieu van der Poel | Corendon-Circus            | 300    |
| 2.º           | Anthony Turgis       | Direct Énergie             | 250    |
| 3.º           | Bob Jungels          | Deceuninck-Quick Step      | 215    |
| 4.º           | Lukas Pöstlberger    | Bora-Hansgrohe             | 175    |
| 5.º           | Tiesj Benoot         | Lotto Soudal               | 120    |
| 6.º           | Luke Rowe            | Sky                        | 115    |
| 7.º           | Danny van Poppel     | Jumbo-Visma                | 95     |
| 8.º           | Yves Lampaert        | Deceuninck-Quick Step      | 75     |
| 9.º           | Christophe Laporte   | Cofidis, Solutions Crédits | 60     |
| 10.º          | Heinrich Haussler    | Bahrain Merida             | 50     |